# Dynów
Dynów es una pequeña ciudad en condado de Rzeszów, voivodato de Subcarpacia, Polonia, con una población de 6.058 (02.06.2009).

## Historia

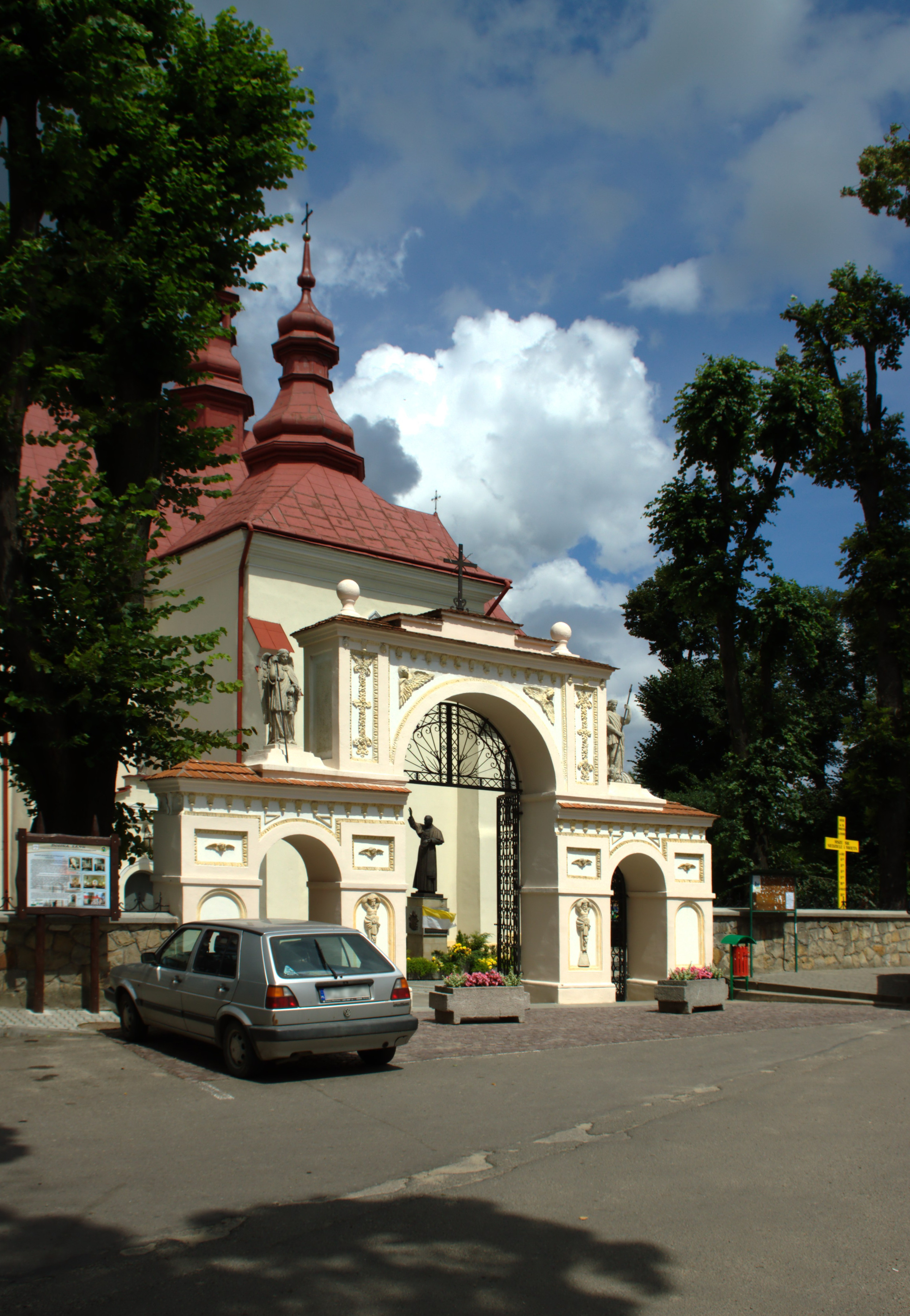
Iglesia local

Dynów fue mencionado por primera vez en fuentes escritas en 1423. En ese momento, junto con otros pueblos, pertenecía a la noble familia Kmita de la Pequeña Polonia. En 1409, tras la muerte de Voivoda de Cracovia, Piotr Kmita, el pueblo pasó a su hijo, Piotr Lunak, que murió en 1430. A Dynów se le concedió el estatuto de ciudad probablemente antes de 1429 En 1448, se convirtió en sede de una parroquia católica romana, pero siguió siendo una pequeña ciudad, ubicada en el Voivodato de Rutenia (parte de Rutenia Roja) del Reino de Polonia (1385-1569).
En marzo de 1657, Dynów fue capturada por el ejército de Transilvania de Jorge II Rakoczi, que quemó la ciudad, junto con sus iglesias y su castillo. En 1661, Dynów fue nuevamente saqueada, esta vez por los mercenarios de Mikolaj Ossolinski, quien libró su guerra privada con el propietario de Dynow, Olbracht Grochowski. En 1667, la ciudad fue comprada por el castellano de Przemyśl, Marcin Konstanty Krasicki.
Después de la primera partición de Polonia (Particiones de Polonia) (1772) Dynów fue anexada por el Imperio de los Habsburgo (Monarquía de los Habsburgo) y permaneció al Reino de Galicia y Lodomeria hasta 1918. En la segunda mitad del siglo XIX se abrió aquí una cervecería y una pequeña refinería de petróleo. La mayoría de los residentes de Dynów eran artesanos, incluidos albañiles, carpinteros y tejedores. En 1904 se completó una línea ferroviaria de vía estrecha hasta Przeworsk.
En 1785, la localidad contaba con 2.203 habitantes. Entre ellos, el 67,5% eran polacos, el 26,8% judíos y el 5,4% ucranianos. Según el censo de 1921, la población de Dynów era de 2.727 habitantes: 51,3% polacos, 46,7% judíos y 2% ucranianos.
Después de la Primera Guerra Mundial, Dynów regresó a la recién restaurada Polonia y, hasta 1939, perteneció al Voivodato de Lwów. En 1919 perdió su estatuto de ciudad. El 13 de septiembre de 1939, el pueblo fue capturado por la 5.ª División de Infantería alemana (ver Invasión de Polonia). Durante la Segunda Guerra Mundial, Dynów fue un importante centro del Ejército Nacional.
Durante la invasión alemana de Polonia Invasión de Polonia (1939) en 1939, los soldados de la Wehrmacht en el primer día de la misa de Año Nuevo judío (Rosh Hashaná) asesinó a 200 civiles judíos de la ciudad. 150 judíos fueron asesinados en masa con ametralladoras después de ser sacados de la ciudad en camiones. 50 judíos fueron quemados vivos en su casa de oración.
En 1946 Dynów recuperó su título municipal.